# Bengt Danielsson
Bengt Danielsson (n. 6 iulie 1921, Krokek, Suedia – d. 4 iulie 1997, Stockholm) a fost un etnograf, ecologist și explorator suedez. Printre altele, el a participat în anul 1947 la Expediția Kon-Tiki, condusă de către Thor Heyerdahl.

## Biografie
Bengt Danielsson s-a născut la data de 6 iulie 1921 în localitatea Krokek, comuna Norrköping din Suedia. El a obținut un doctorat în antropologie (Uppsala, 1955) și a fost director al Muzeului Național de Etnologie al Suediei (1967-1971).
În anul 1947, el a luat parte la Expediția Kon-Tiki a lui Thor Heyerdahl, care a constat în traversarea cu o plută din lemn de balsa a Oceanului Pacific din Peru până în Polinezia. După căsătoria sa cu franțuzoaica Marie-Thérèse în anul 1948, cei doi s-au mutat în Raroia (Arhipelagul Tuamotu) (1949-1952) și, în anul 1953, în Tahiti, unde soția sa a fost foarte activă în cadrul organizațiilor de protecția mediului și în alte organizații locale.
Soții Danielsson au dezvăluit publicului efectele testelor nucleare desfășurate în insulele Pacificului asupra sănătății și mediului înconjurător, protestând împotriva acestora. Începând din anul 1966, s-au efectuat 44 teste în atmosferă în insulele polineziene și, ca urmare a presiunilor internaționale, au urmat încă 130 teste în subteran pe doi atoli: Mururoa și Fangataufa. Raportul soților Danielsson cu privire la aceste rezultate a fost mai întâi publicat în anul 1974 și apoi într-o versiune revizuită în 1986 sub titlul de "Paradisul otrăvit: Colonialismul nuclear francei din Pacific" (Penguin, London).
În anul 1961, guvernul din Suedia i-a acordat titlul de consul onorific în Polinezia Franceză; acest titlu i-a fost retras în anul 1978, ca urmare a presiunilor guvernului Franței. Danielsson s-a manifestat ca un avocat al independenței insulelor din Pacific, susținând că testele militare prelungesc dominația colonială franceză.
În anul 1991, Bengt și Marie-Thérèse Danielsson au primit Premiul "Pentru o viață mai bună" (Right Livelihood Award), "pentru prezentarea efectelor tragice ale colonialismului nuclear francez și pentru lupta desfășurată în scopul abolirii acestuia". Aceste premii sunt considerate "Premiile Nobel Alternative" și acordate pentru a-i onora pe cei "lucrează la găsirea și aplicarea celor mai practice soluții pentru a face față schimbărilor cele mai urgente pe care le necesită lumea astăzi". Acest premiu are la bază tot o donație, a unui alt filantrop, marele filatelist suedez Jakob von Uexkull, care și-a vândut colecția pentru a asigura resursele financiare. Sumele acordate premiaților sunt, de asemenea, foarte mari: două milioane de coroane suedeze, adică aproximativ 220.000 de dolari.
La scurt timp după primirea acestui premiu, sănătatea lui Bengt s-a deteriorat considerabil, acesta murind la data de 4 iulie 1997.

## Lucrări publicate
Soții Danielsson au publicat numeroase studii științifice referitoare la Polinezia, inclusiv o istorie a insulei în șase volume. De asemenea, au scris cărți de popularizare a științei, multe dintre ele fiind traduse în diferite limbi.
Dintre lucrările publicate, menționăm următoarele:
- Den lyckliga ön (1951)
- Söderhavets glömda öar: reseskildring från Marquesasöarna (1952)
- Djungelvandringar och havsseglatser: en samling resekåserier (1954)
- Söderhavskärlek : en skildring av polynesiernas sexualliv och familjeförhållanden ("Dragostea în mările sudului", 1954)
- Work and Life on Raroia. An Acculturation Study of the Tuamotu Group, French Oceania (1955). Ph.D.
- Bumerang ("Expediția Bumerang", 1956)
- Villervalle i Söderhavet ("Insulele pierdute din mările sudului", 1957)
- Villervalles ökenäventyr (1958)
- Det stora sågspelet: Tahiti Nui-Expeditionen (1959)
- Med Bounty till Söderhavet ("Ce s-a întâmplat pe Bounty", 1962)
- Villervalles Kon-Tikifärd ("Pe urmele lui Kon-Tiki", 1963)
- Raroia, den lyckliga ön ("Raroia, insula fericită din mările sudului", 1963)
- Aloha: Resare-Bengt berättar (1964)
- Gauguins söderhavsår ("Gauguin în Tahiti", 1964)
- Dagligt liv på Raroia ("Viață și muncă în Raroia. Un studiu acultural asupra grupului Tuamotu din Oceania franceză", 1965)
- Söderhavsberättelser (1971)
- Moruroa, mon amour ("Mururoa, dragostea mea. Testele nucleare franceze din Pacific", 1977)
- Bengt Danielsson i Söderhavet (1986)
- Förgiftat paradis ("Paradisul otrăvit", 1986) - împreună cu Marie-Thérese Danielsson
- I James Cooks kölvatten (1991)